# 邦杜里夫卡 (涅米羅夫區)
49°2′15″N 29°2′59″E / 49.03750°N 29.04972°E
邦杜里夫卡（烏克蘭語：Бондурівка），是烏克蘭西南部的村莊，隸屬文尼察州的文尼察區。該村面積1.42平方公里，海拔高度273米，2001年人口328，人口密度每平方公里230.99人。